# Arzneimittelprüfung
Unter Arzneimittelprüfung versteht man die Prüfung von Arzneimitteln auf ihre Qualität, Wirksamkeit und Unbedenklichkeit, die in Form nichtklinischer und klinischer Studien im Rahmen der Arzneimittelzulassung bzw. Arzneimittelregistrierung durchgeführt wird. Für die Arzneimittelprüfung existieren eine Reihe von Prüfvorschriften bzw. Prüfleitlinien, die der pharmazeutische Unternehmer anzuwenden hat.
- Auf europäischer Ebene erarbeiten die zuständigen Arbeitsgruppen an der  Europäischen Arzneimittelagentur wissenschaftliche Leitlinien, die die Anforderungen an die sachgerechte Arzneimittelprüfung festlegen.[1][2] Diese Leitlinien dienen einer einheitlichen, harmonisierten Auslegung und Umsetzung der Anforderungen für den Nachweis von Qualität, Unbedenklichkeit und Wirksamkeit von Arzneimitteln im gesetzlichen Regelwerk der Europäischen Gemeinschaft.

- Auf nationaler Ebene existieren in Deutschland die Arzneimittelprüfrichtlinien nach § 26 des Arzneimittelgesetzes (AMG). Sie wurden 1989 erstmals mit der Allgemeinen Verwaltungsvorschrift zur Anwendung der Arzneimittelprüfrichtlinien des damaligen Bundesministeriums für Jugend, Familie, Frauen und Gesundheit (BMJFFG) erlassen und 1995 neu gefasst. Für die Arzneimittelprüfung mussten nicht nur die in der Anlage der Verwaltungsvorschrift explizit aufgeführten Verfahren zum Nachweis der Qualität, Wirksamkeit und Unbedenklichkeit berücksichtigt werden, sondern generell alle anerkannten – im Wesentlichen die einschlägigen europäischen – Leitlinien, auf die nicht ausdrücklich Bezug genommen wird.[3] Mit der Arzneimittelprüfrichtlinien-Verordnung (AMPV) vom Januar 2016[4] wurde die Anwendung der Arzneimittelprüfrichtlinien, welche inhaltlich dem Anhang I der Richtlinie 2001/83/EG (Gemeinschaftskodex für Humanarzneimittel) entsprechen, auch rechtlich verbindlich gemacht.

Von der Arzneimittelprüfung im beschriebenen Sinne abzugrenzen ist die homöopathische Arzneimittelprüfung, die der Beschreibung des Arzneimittelbildes eines homöopathischen Arzneimittels dient. Das homöopathische Arzneimittelbild ist ein wesentliches Kriterium für die Erstellung eines homöopathischen Therapieschemas.

## Ältere Literatur
- E. Mannheim: Die Methoden der Arzneimittelprüfung (= E. Mannheim: Pharmazeutische Chemie. Band III). 2. Auflage. Berlin (= Sammlung Göschen. Band 588).